# Trae Coyle
Trae Coyle (London, 2001. január 11. –) angol korosztályos válogatott labdarúgó, a svájci Lausanne-Sport csatárja.

## Pályafutása

### Klubcsapatokban
Coyle az angol fővárosban, Londonban született. Az ifjúsági pályafutását 2009-ben az Arsenal akadémiájánál kezdte.
2020-ban mutatkozott be az Arsenal felnőtt csapatában, ám pályára egyszer sem lépett. A 2020–21-es szezon első felében a harmadosztályban szereplő Gillingham csapatában szerepelt kölcsönben. Először a 2020. szeptember 5-ei, Southend elleni EFL-kupa mérkőzés 68. percében Vadaine Oliver cseréjeként lépett pályára. A következő mérkőzésen megszerezte első gólját is a Crawley ellen. 2021 januárjában visszatért az Arsenalhoz.
2021. július 1-jén a svájci első osztályban szereplő Lausanne-Sport együtteséhez szerződött. Coyle a 2021. július 24-ei, St. Gallen elleni ligamérkőzésen debütált.

### A válogatottban
Coyle az U16-os és U17-es korosztályban is képviselte Angliát.

## Statisztika
2023. május 27. szerint.
| Klub                    | Szezon   | Bajnokság              | Bajnokság | Bajnokság | Kupa  | Kupa  | Nemzetközi | Nemzetközi | Összesen | Összesen |
| Klub                    | Szezon   | Bajnokság              | Mérk.     | Gólok     | Mérk. | Gólok | Mérk.      | Gólok      | Mérk.    | Gólok    |
| ----------------------- | -------- | ---------------------- | --------- | --------- | ----- | ----- | ---------- | ---------- | -------- | -------- |
| Gillingham (kölcsönben) | 2020–21  | League One             | 13        | 2         | 8     | 2     | —          | —          | 21       | 4        |
| Lausanne-Sport          | 2021–22  | Swiss Super League     | 27        | 1         | 2     | 0     | —          | —          | 29       | 1        |
| Lausanne-Sport          | 2022–23  | Swiss Challenge League | 22        | 4         | 2     | 1     | —          | —          | 24       | 5        |
| Lausanne-Sport          | Összesen | Összesen               | 49        | 5         | 4     | 1     | 0          | 0          | 53       | 6        |
| Összesen                | Összesen | Összesen               | 62        | 7         | 12    | 3     | 0          | 0          | 74       | 10       |

## Sikerei, díjai
Lausanne-Sport
- Swiss Challenge League
  - Feljutó (1): 2022–23